# Săbiile Grunwald

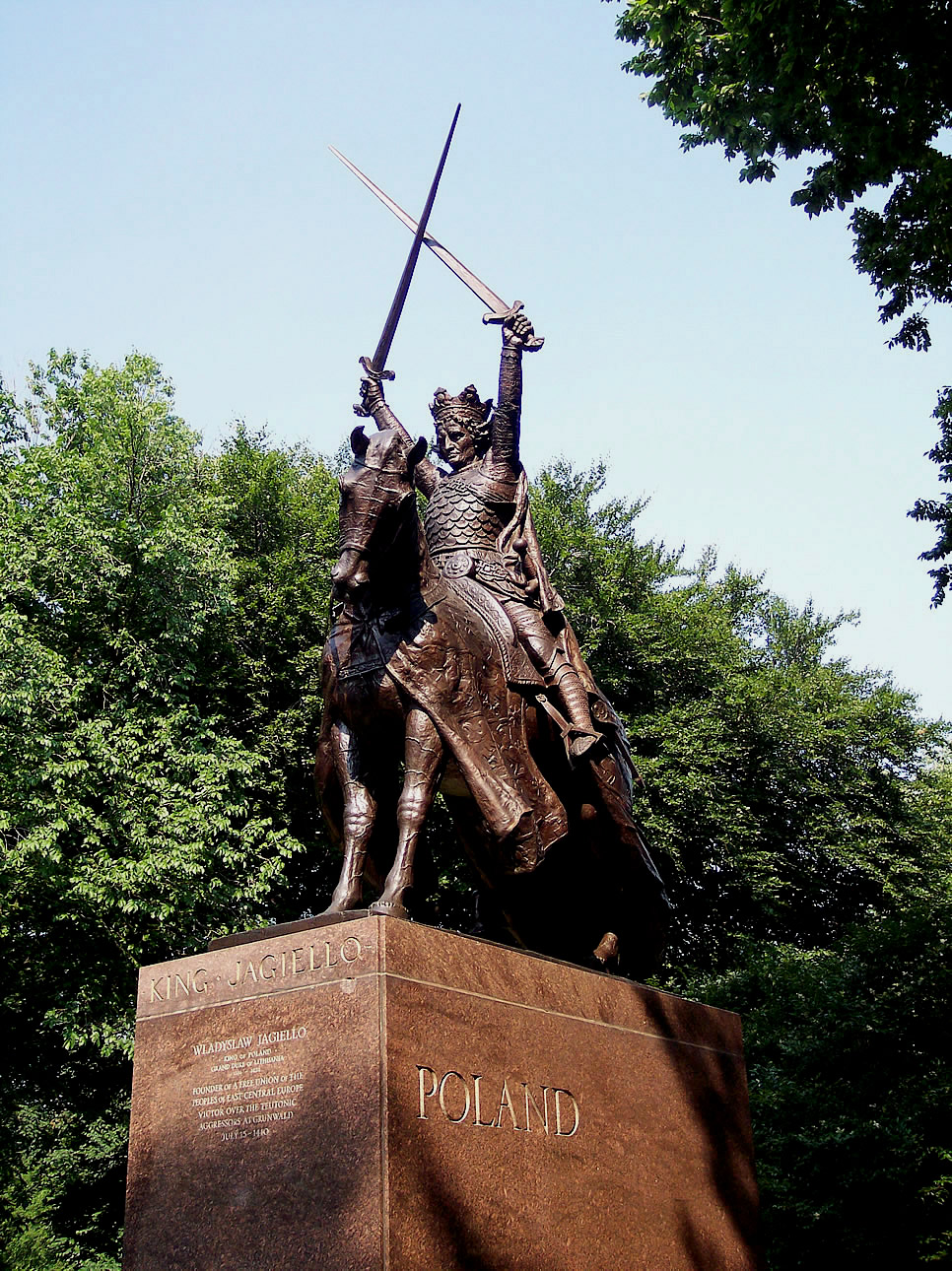
Monumentul lui Vladislav al II-lea al Poloniei cu două săbii

Schiţa săbiilor

Săbiile Grunwald (în poloneză miecze grunwaldzkie) erau cadouri oferite de Ulrich von Jungingen, mare maestru al Ordinului Teutonic, regelui Vladislav al II-lea al Poloniei al Poloniei și Marelui Vytautas Mare Duce al Lituaniei în data de 15 iulie, chiar în ajunul Bătăliei de la Grunwald (Tannenberg).
Cadourile, două săbii simple fără teacă, erau o invitație formală la bătălie. După victoria polono-lituaniană asupra cavalerilor Teutoni, ambele săbii au fost luate ca  trofeu de război de către regele Vladislav la Cracovia, capitala Poloniei, și plasate în Trezoreria Regală din Castelul  Wawel.
Cu timpul, cele două săbii au început să fie tratate ca însemne regale, simbolizând domnia monarhului asupra a două națiuni, Regatul Poloniei și Marele Ducat al Lituaniei. Acestea au fost, probabil, folosite la încoronare celor mai mulți regi polonezi între secolele XVI-XVIII. 
La sfârșitul secolului al XVIII-lea, cu ocazia împărțirii Uniunii Polono-Lituaniene, săbiile s-au pierdut fără urmă.
Săbiile Grunwald au rămas, totuși, un simbol al victoriei Poloniei și a trecutului comun cu Lituania, și o parte importantă a identității naționale a celor două națiuni.

## Utilizare simbolică

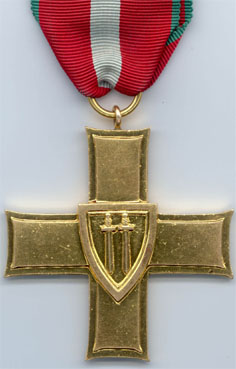
Ordinul Crucea Grunwald

Comemorarea, în 1938, a regelui Vladislav Jagiełło, a reginei Jadwiga și a victoriei militare asupra Ordinului Teutonic, realizată prin emiterea unui timbru poștal pe care erau prezente și Săbiile Grunwald, a deranjat sensibilitatea germană încât Germania nazistă a trimis un protest diplomatic formal. 
Pentru „a menține buna vecinătate”, Ministerul Afacerilor Externe Polonez a cerut Poștei Poloneze să retragă timbrul din circulație. Pe versiunea 1939 a timbrului, săbiile au fost înlocuite cu un ornament heraldic.
În 1943, Gwardia Ludowa, o mișcare de rezistență comunistă din Polonia ocupată, a introdus propria sa decorație militară, Crucea Grunwald. Acesta a fost ulterior adoptat de Republica Populară Polonă ca a doua cea mai înaltă distincție militară. Crucea a încetat să fie atribuită din 1987 iar în 1992 s-a renunțat oficial la acordarea sa. 
În Polonia modernă, Săbiile Grunwald rămân un simbol militar popular, în special în Warmia și Mazuria.
Comuna Grunwald din Polonia utilizează cele două săbii în blazonul său.